# Lac Frémont
Lac Frémont är en sjö i Kanada.   Den ligger i regionen Mauricie och provinsen Québec, i den sydöstra delen av landet, 290 km nordost om huvudstaden Ottawa. Lac Frémont ligger 393 meter över havet. Arean är 1,6 kvadratkilometer. Den sträcker sig 5,8 kilometer i nord-sydlig riktning, och 1,7 kilometer i öst-västlig riktning.
I omgivningarna runt Lac Frémont växer i huvudsak blandskog. Trakten runt Lac Frémont är nära nog obefolkad, med mindre än två invånare per kvadratkilometer.